# Groß Rheide
Groß Rheide (tiếng Đan Mạch: Store Rejde) là một đô thị thuộc huyện Schleswig-Flensburg, trong bang Schleswig-Holstein, nước Đức. Đô thị Groß Rheide có diện tích 15,37 km², dân số thời điểm 31 tháng 12 năm 2006 là 1030 người.